# Cryptops sankuruensis
Cryptops sankuruensis är en mångfotingart som beskrevs av Christoph D. Schubart 1938. Cryptops sankuruensis ingår i släktet Cryptops och familjen Cryptopidae. Inga underarter finns listade i Catalogue of Life.